# Rio Febrian
Rio Febrian Samandan (ur. 25 lutego 1981 w Dżakarcie) – indonezyjski piosenkarz.
Rozpoznawalność zyskał po wygraniu konkursu Bahana Suara Pelajar w 1994 r. i zdobyciu drugiego miejsca w programie Bintang Radio dan Televisi w 1997 r. W 1999 r. zajął pierwsze miejsce w konkursie Asia Bagus. W 2000 r. wydał singiel „Nada Kasih”, wykonany wspólnie z malezyjską piosenkarką Errą Fazirą. Wraz z formacją Elfa’s Choir wziął udział w Olimpiadzie Chóralnej 2000, która odbyła się w austriackim Linzu.
W 2001 r. wydał swój pierwszy autorski album pt. Rio Febrian. Jego album z 2006 r. powstał we współpracy z artystami takimi jak Aria Baron, Edo Kondologit i Jaclyn Victor. Na swoim koncie ma szereg nagród, m.in. nagrodę dla najlepszego nowego artysty (Sony Music Entertainment Indonesia, 2002) i AMI (Anugerah Musik Indonesia) 2005 w kategorii najlepszy piosenkarz popowy.